# ماركو راب
ماركو راب (بالألمانية: Marco Rapp)‏ (5 يونيو 1991 في ألمانيا - ) هو لاعب كرة قدم ألماني في مركز الوسط. لعب مع غرويتر فورت وكيكرز أوفنباخ وكيمنتزر ونادي شتوتغارت ونادي نورنبرغ وفي إف بي شتوتغارت الثاني وSpVgg Greuther Fürth II ‏.

## وصلات خارجية
- ماركو راب على موقع قاعدة بيانات كرة القدم.إي يو (الإنجليزية)
- ماركو راب على موقع بيانات كرة القدم. دي إي (الألمانية)
- ماركو راب على موقع Soccerway.com (الإنجليزية)
- ماركو راب على موقع عالم كرة القدم.نت (الإنجليزية)